# Holcim
Holcim er en schweizisk multinational cementkoncern. Virksomheden er verdens største producent af cement og producerer tilslag samt færdigblandet beton og asfalt. Virksomheden der har hovedsæde i Rapperswil-Jona er børsnoteret på SIX Swiss Exchange og selskabet udgør en del af aktieindekset Swiss Market Index.
Holcim Group besidder betydelige og mindre betydelige interesser i 70 af verdens lande. Virksomheden havde i 2010 80.310 medarbejdere og en omsætning i regnskabsåret 2013 på 19,719 mia. Schweizerfranc. 
Holcims primære konkurrenter er Lafarge , HeidelbergCement og Cemex.
I 2015 fusionerede Lafarge med Holcim, og et nyt selskab blev dannet under navnet LafargeHolcim. Det blev omdøbt til Holcim Group i 2021.

## Historie
Holcim begyndte produktion af cement i 1912 i byen Holderbank, (Lenzburg, Aargau Kanton, ca. 40 km fra Zürich). Navnet Holderbank AG blev benyttet indtil 2001, hvor det blev ændret til Holcim fra Holderbank og ciment. 